# Maja Šipovac
Maja Šipovac (Sarajevo, 4. februar 1992) srpska je glumica.

## Biografija
Odrasla je u Beogradu, gde je 2006. godine završila Osnovnu školu „Braća Baruh“ odličnim uspehom, nosilac je Vukove diplome. Odličnim uspehom 2010. g. završila je i Prvu beogradsku gimnaziju u Beogradu, društveno-jezički smer. Tokom gimnazijskih dana često je učestvovala na kulturnim dešavanjima u Ruskom domu, na večeri posvećene velikim rusim pesnicima, u čast Aleksandra Sergejeviča Puškina, Sergeja Jesenjina i drugih ruskih pisaca. Diplomirala je glumu 2014. godine na Akademiji lepih umetnosti u Beogradu u klasi profesora Nebojše Bradića i Andreja Šepetkovskog. Diplomsku predstavu odigrala je u Narodnom pozorištu. U pozorišnom komadu „Gospodar Puntila i njegov sluga Mati (Breht) tumačila je tri lika: apotekarku, Surkalino dete i advokata. Prvu značajniju ulogu, lik Vere, odigrala je u televizijskoj seriji „Zvezdara“ 2015. godine, a emitovala se na Prvoj televiziji, koja ima nacionalnu pokrivenost.
Do sada je ostvarila brojne zapažene uloge, pre svega u televizijskim serijama, ali i na filmu. Najpre pažnju ljubitelja sedme umetnosti skrenula na sebe pažnju igrajući u humorističkoj TV seriji “Nadrealna televizija”, koja je rađena na osnovu scenarija Dr Neleta Karajlića, a režirao je Milorad Milinković 2013. godine, Ostale značajnije uloge imala je u TV serijama. U “Zvezdara” (produkcija RTV “Pink”n Studio “Čaplin”) je igrala Veru, u “Komšije” - Ljubicu, dok je u “Zlatni dani” imala ulogu Kneglice. U TV seriji, “Gresi prošlosti”, koja je snimana početkom 2023. godine glumila je Jelenu. I u filmu, kao i u TV seriji “Santa Marija dela salute”, u režiji Zdravka Šotre, koja je je bila veoma popularna u Srbiji, a snimljena je o životu jednog od najboljih srpskih pesnika, Lazi Kostiću, ostvarila je zapaženu ulogu Branke, najbolje drugarice Lenke Dunđerski, velike Lazine ljubavi. Ostvarila je i dve međunarodne filmske uloge. U indijskom filmu “Vivegam” 2017. g. igrala je spikerku, dok je sledeće godine 2018. odigrala ulogu Lane u bosansko-hercegovačkom TV ostvarenju “Dobrodošli u Orijent ekspres”.

## Nagrade
Maja Šipovac je za ulogu Branke u srpskoj TV seriji “Santa Marija della salute” na festivalu domaćih igranih serija FEDISU dobila specijalnu nagradu. Nagrađena je i za ulogu Vere u TV seriji “Zvezdara”, koju je režirao Dragoslav Lazić.
| Godina | Serija                        | Uloga                 | Režiser                             |
| ------ | ----------------------------- | --------------------- | ----------------------------------- |
| 2013   | Nadrealna TV                  | šminkerka             | Milorad Milinković                  |
| 2015   | Zvezdara                      | novinarka             | Dragoslav Lazić                     |
| 2016   | Sinđelići 2. sezona           | Ines                  | Aleksandar Janković                 |
| 2016   | Ubice mog oca                 | sekretarica Katarina  | Predrag Antonijević i Ivan Živković |
| 2016   | Santa Maria della salute      | Branka                | Zdravko Šotra                       |
| 2017   | Senke nad Balkanom            | bolničarka Jelisaveta | Dragan Bjelogrlić                   |
| 2017   | Sinđelići 3. sezona           | Ines                  | Milan Konjević                      |
| 2017   | Ubice mog oca 2. sezona       | sekretarica Katarina  | Predrag Antonijević i Ivan Živković |
| 2018   | Dobrodošli u Orijent ekspres  | Lana                  | Jasmin Duraković                    |
| 2018   | Komšije                       | učiteljica Ljubica    | Milan Karadžić                      |
| 2019   | Junaci našeg doba             | Dušanova žena Marija  | Miša Vukobratović                   |
| 2019   | Ubice mog oca 3. sezona       | sekretarica Katarina  | Predrag Antonijević i Ivan Živković |
| 2019   | Biser Bojane - 2. sezona      | Andrijana             | Milan Karadžić                      |
| 2019   | Slatke muke                   | Marija                | Marko Manojlović                    |
| 2020   | Kalkanski krugovi - 1. sezona | Mira                  | Milan Karadžić                      |
| 2020   | Zlatni dani                   | Knedlica              | Marko Sopić                         |
| 2022   | Složna braća - 1. sezona      | reporterka            | Milorad Milinković                  |
| 2022   | Mala supruga                  | med. sestra Jelena    | Goran Nikolić i Strahinja Savić     |
| 2022   | Kalkanski krugovi - 2. sezona | Mira                  | Milan Karadžić i Gordan Matić       |
| 2022   | Mina prelazi nivoe            | nastavnica Svetlana   | Marko Jeftić                        |
| 2023   | Gresi prošlosti               | Jelena                | Tea Puharić i Miša Zorović          |

| Godina | Film                     | Uloga      | Režiser       |
| ------ | ------------------------ | ---------- | ------------- |
| 2016   | Posmatrači               | nastavnica | Nikola Ljuca  |
| 2016   | Santa Maria della salute | Branka     | Zdravko Šotra |
| 2017   | Vivegam                  | spiker     | Boo Šiva      |

## Galerija
- МАЈА ШИПОВАЦ И АНИТА ЛАЗИЋ
autor: Zoran Jakšić
- ЕКИПА ТВ СЕРИЈЕ ЗВЕЗДАРА, 2012. g.
autor: Zoran Jakšić
- ЕКИПА ТВ СЕРИЈЕ ЗВЕЗДАРА, 2012. g.
autor: Zoran Jakšić
- МАЈА ШИПОВАЦ И СИНИША УБОВИЋ, 2012. g.
autor: Zoran Jakšić
- МАЈА И АЉОША ВУЧКОВИЋ, 2012. g.
autor: Zoran Jakšić
- МАЈА ШИПОВАЦ И БРАНИСЛАВ ЛЕЧИЋ, 2012. g.
autor: Zoran Jakšić
- МАЈА ШИПОВАЦ И ВЕСНА ЧИПЧИЋ, 2012. g.
autor: Zoran Jakšić
- МАЈА ШИПОВАЦ И ФРАНО ЛАСИЋ, 2012. g.
autor: Zoran Jakšić

## Spoljašnje veze
- Mediji vezani za članak Maja Šipovac na Vikimedijinoj ostavi
- Maja Šipovac на веб-сајту  (језик: енглески)
- TV Profil Maja Šipovac
- MUBI
- Banja Luka in, 04.07.2020, Možda se opet doselim u BiH
- Politika, 09.05.2018, Gluma je njena bajka
- Na dlanu, 23.05.2023 Sama sebi sam najveći kritičar
- Bosna Info, 21.10.2022, Druženje sa Halidom Bešlićem
- Srpska Televizija Chicago, 06.06.2020, NAJLEPŠE BEOGRADSKE GLUMICE SU ROĐENE SARAJKE Архивирано на веб-сајту  (22. мај 2023)
- Avaz, 11.12.2016, Kum Halid Bešlić
- Pink, Stiže serija "Zlatni dani"
- Nezavisne.com, Kalkanski krugovi